# 青山院摩崖造像
青山院摩崖造像，位於重慶市大足區龍石鎮萬福村（舊龍石鄉龍門村8組），雕刻於宋代。1986年1月22日公布為大足縣文物保護單位，2020年12月7日公布為大足區文物保護單位。

## 簡介
青山院始建於清康熙三十七年，咸豐二年、十一年維修。坐北向南，四合：佈局，現存前殿、正殿、廂房。正殿面闊三間16公尺，進深三間8.35公尺，高7.15公尺，木結構，歇山頂，抬梁式梁架，七架梁。柱端及梁上彩畫回紋。殿中存一高1.5公尺，長5公尺，寬1.5公尺的虎腳石神台，正面浮雕」雙鳳朝陽」及卷草圖案。
青山院位於龍石鎮萬福村九龜山頂，寺廟依山勢而建，主體建築縱向佈局，座北朝南，建築占地2000平方公尺。寺院始建時間不明，清乾隆、咸豐年間都曾重修，估計始建於明代。寺院山門已毀，存兩層基台以及前、後兩重殿。第一重基台高2.5公尺，第二重基台高1.6公尺。前殿面闊六柱五間，寬16公尺，進深七間，深10公尺，穿鬥式屋架，懸山頂。後殿面闊四柱三間，寬16公尺，進深五柱四間，深8.4公尺，為抬梁式和穿鬥式結合的屋架結構；檁上墨書有康熙三十七年、咸豐二年維修年款。左右廂房已毀，現為信眾仿修的廊宇。後殿另保存有石質經幢1座，木匾1塊。
青山院摩崖造像分佈于青山院後殿緊臨的獨立石堡上，造像4龕，分佈在高1、寬3.5公尺的崖壁上。龕形均為方形，造像為佛教題材：一佛二弟子二菩薩、地藏，文殊、普賢等。其中，右起第2號龕距地坪4公尺，龕口方向183°，寬1.4、高0.98、深0.3公尺。共4龕，存高浮雕造像10軀，位於長8公尺，寬5公尺的崖壁上。1號龕普賢騎白象，前為牽象奴，惜殘。2號龕平頂，高1.34公尺，寬0.86公尺，深0.24公尺；內容為一佛二菩薩二弟子，佛像頭、手殘，坐於蓮台之上；站弟子高0.59公尺，肩寬0.18公尺；站菩薩高0.66公尺，肩寬0.17公尺，亦殘，略見大形。3號龕，弧形頂，高0.92公尺，寬0.72公尺，深0.2公尺；刻地藏菩薩，高0.66公尺，肩寬0.24公尺；身穿哉字領通肩袍，左手捧缽於胸，右手執錫杖於胸前，善跏趺坐於蓮花座上，座高0.18公尺。4號龕，高0.83公尺，寬0.63公尺，深0.23公尺，刻文殊騎獅，惜殘。
造像分佈在長8公尺、寬5公尺的崖壁上，共4龕10尊，皆為長方形平頂龕。造像有佛、菩薩、弟子等。其中，2號龕長1.34公尺、寬0.86公尺、進深0.24公尺，造像為一佛二菩薩二弟子。4號龕長().83公尺，寬0.67公尺，進深0.23公尺，文殊坐於獅背上，前有牽獅人。該造像部分已殘。。